# Asunción Mita
Asunción Mita är en kommunhuvudort i Guatemala.   Den ligger i departementet Departamento de Jutiapa, i den södra delen av landet, 90 km öster om huvudstaden Guatemala City. Asunción Mita ligger 476 meter över havet och antalet invånare är 15 608.
Terrängen runt Asunción Mita är varierad. Runt Asunción Mita är det ganska tätbefolkat, med 90 invånare per kvadratkilometer. Asunción Mita är det största samhället i trakten. Trakten runt Asunción Mita består till största delen av jordbruksmark.